# 小名浜住吉インターチェンジ
小名浜住吉インターチェンジ（おなはますみよしインターチェンジ）は、福島県いわき市小名浜住吉にある国道6号常磐バイパスのインターチェンジである。
平方面から小名浜港への最寄りインターチェンジであり、当ICから小名浜港までは約3kmの距離である。

## 概要
福島県道66号小名浜小野線との接続のよさから、いわき市平と小名浜港を結ぶ交通の要となっている。
かつては当ICより現・福島県道66号小名浜小野線の湯本方面は国道6号の指定を受けていたが、2018年（平成30年）4月1日から指定を解除し、当ICを跨ぎ前後の区間はバイパスの名がつく本線となっている。
朝夕通勤時間帯は当ICを境に北側で慢性的な渋滞が発生している。これはこの先の区間で平面交差の信号機が2基設置されており、その交差点を先頭とした渋滞が当ICまで伸びるからである。

## 接続している道路
- 福島県道66号小名浜小野線

## 歴史
- 1981年（昭和56年）3月27日：小名浜南富岡（現：小名浜南富岡IC） - 小名浜住吉交差点（現：小名浜住吉IC）間開通に伴い、勿来方面が平面交差にて供用開始。
- 1983年（昭和58年）3月30日：小名浜住吉交差点 - 常磐三沢（現：常磐三沢IC）間開通に伴い、十字路交差点として供用開始。
- 2003年（平成15年）3月31日：立体交差事業完了、小名浜住吉インターチェンジとして供用開始。

## 周辺
- 東側（小名浜港方面）
  - 小名浜港
  - 三崎公園
  - 福島県いわき東警察署
- 西側（湯本方面）
  - 住吉神社
  - いわき病院
  - 玉川団地

## 隣
国道6号 常磐バイパス
小名浜南富岡IC - 小名浜住吉IC - 林城交差点